# Travenbrück
Travenbrück är en kommun i Kreis Stormarn i förbundslandet Schleswig-Holstein i Tyskland. Kommunen bildades 1 januari 1978 genom en sammanslagning av de tidigare kommunerna Tralau och Travenberg.
Kommunen ingår i kommunalförbundet Amt Bad Oldesloe-Land tillsammans med ytterligare åtta kommuner.